# Aquamacs
Aquamacs est un éditeur de texte de la famille Emacs, fondé sur GNU Emacs, mais adapté pour se conformer à l’interface de Mac OS .

## Vue d’ensemble
Développé en 2005 par David Reitter, Aquamacs repose aujourd’hui sur la branche 24.4.1 de GNU Emacs et sur l’interface de programmation Cocoa.